# Samsara (Painkiller)
Samsara è il quarto album in studio del gruppo musicale jazz d'avanguardia e grindcore statunitense Painkiller, pubblicato il 15 novembre del 2024 dalla Tzadik Records.

## Tracce
Musiche di John Zorn.
1. Samsara I – 6:08
2. Samsara II – 6:29
3. Samsara III – 5:24
4. Samsara IV – 5:15
5. Samsara V – 5:14
6. Samsara VI – 4:57
7. Samsara VII – 4:58
8. Samsara VIII – 2:28

Durata totale: 40:53

## Formazione
- John Zorn – sassofono contralto
- Bill Laswell – basso elettrico
- Mick Harris – elettrofoni, drum machine